# Sylvain White
Sylvain White, född 21 december 1971 i Paris, är en fransk filmregissör och manusförfattare. Bland hans första filminsatser märks dansdramafilmen Stomp the Yard från 2007, följt av actionkomedin The Losers från 2010, thrillerfilmen Dödsänglarna från 2013 och skräckfilmen Slender Man från 2018. Han har även regisserat en del avsnitt avsedda för TV, bland annat Fargo, The Umbrella Academy, For All Mankind, Billions, Justified, The Americans, The Terminal List, Amazing Stories, CSI, Hawaii Five-0, The Following, Person of Interest, Major Crimes och Sleepy Hollow.

## Filmografi (i urval)

### Filmer
- 2004 – Trois – The Escort
- 2006 – I'll Always Know What You Did Last Summer
- 2007 – Stomp the Yard
- 2010 – The Losers
- 2013 – Dödsänglarna
- 2018 – Slender Man

### TV-serier
- 2012 – CSI: Miami (TV-serie)
- 2012–2016 – Hawaii Five-0 (TV-serie)
- 2013 – Covert Affairs (TV-serie)
- 2013–2014 – Person of Interest (TV-serie)
- 2014 – The Mentalist (TV-serie)
- 2014–2015 – The Originals (TV-serie)
- 2015 – The Following (TV-serie)
- 2015–2017 – Major Crimes (TV-serie)
- 2015 – Scorpion (TV-serie)
- 2015 – Empire (TV-serie)
- 2016 – Sleepy Hollow (TV-serie)
- 2016 – Rush Hour (TV-serie)
- 2017 – Lethal Weapon (TV-serie)
- 2017 – MacGyver (TV-serie)
- 2017–2018 – The Americans (TV-serie)
- 2018 – Magnum P.I. (TV-serie)
- 2018 – Station 19 (TV-serie)
- 2019–2021 – The Rookie (TV-serie)
- 2019 – Strange Angel (TV-serie)
- 2020 – Amazing Stories (TV-serie)
- 2020 – Fargo (TV-serie) (även 2023–2024)
- 2020–2022 – The Umbrella Academy (TV-serie)
- 2022 – Billions (TV-serie)
- 2022 – Bel-Air (TV-serie)
- 2022 – The Terminal List (TV-serie)
- 2022 – Reasonable Doubt (TV-serie)
- 2023 – All American: Homecoming (TV-serie)
- 2023 – Justified: City Primeval (TV-serie)
- 2023 – For All Mankind (TV-serie)